# جدعون هيكسون
جدعون هيكسون هو سياسي أمريكي، ولد في 26 مارس 1826، وتوفي في 23 سبتمبر 1892. نشط حزبياً في الحزب الجمهوري. وقد انتخب عضو جمعية ولاية ويسكونسن ‏ وانتخب عضو مجلس ولاية ويسكونسن ‏.